# Абросимово
Абро́симово (рос. Абросимово, марій. Абросимово) — присілок у складі Юринського району Марій Ел, Росія. Входить до складу Васильєвського сільського поселення.

## Населення
Населення — 68 осіб (2010; 89 у 2002).
Національний склад (станом на 2002 рік):
- росіяни — 98 %